# Шольц-Рябцева, Варвара Владимировна
Варва́ра Влади́мировна Шо́льц-Ря́бцева (26 марта [7 апреля] 1891, Муром, Владимирская губерния — 21 мая 1970, Иваново) — заслуженный учитель школы РСФСР (1945), кавалер ордена Ленина (1945).

## Биография
Родилась 26 марта 1891 года в городе Муроме в семье учителя Владимира Германовича Шольца бывшего директором Муромского реального училища. В 1905 году отец был переведён директором Алексеевского реального училища в город Кашин, куда переехала и его семья. В Кашине Варвара окончила женскую гимназию.
По окончании гимназии поступила на юридический факультет Высших Бестужевских женских курсов в Санкт-Петербурге, одновременно посещала курсы иностранных языков. Не окончила учёбу из-за болезни отца и вернулась в Кашин. Спустя полтора года вернулась в Петроград и поступила на педагогические курсы новых языков Лохвицкой-Скалья.
В 1914 году уехала на практику в университет иностранных языков во французском Гренобле, но из-за начавшейся Первой мировой войны вернулась в Россию. В 1915 году окончила учёбу и поступила на работу воспитателем и секретарём в частную гимназию в городе Кимры Тверской губернии.
В 1916 году переехала в город Иваново-Вознесенск, где стала работать учителем немецкого и французского языков гимназии.
В 1918 году была зачислена в 1-ю Советскую трудовую школу 2-й ступени (в настоящее время — гимназия № 32). С 1947 года и вплоть до выхода на пенсию была завучем средней школы № 32. Периодически вела занятия в техникумах, пединституте, институте усовершенствования учителей. На протяжении многих лет была руководителем методобъединения учителей иностранных языков.
Скончалась 21 мая 1970 года в Иваново и похоронена на кладбище Балино.

## Награды
- Отличник народного просвещения РСФСР (1943)
- Орден Ленина (16.02.1945)
- Заслуженный учитель школы РСФСР (22.03.1945)

## Семья
- Прадед — Фридрих Шольц (1787—1830), российский композитор, дирижёр и музыкальный педагог немецкого происхождения.
- Дед — Герман Фёдорович Шольц (9 апреля 1812, Санкт-Петербург — 3 ноября 1891, Гусь-Мальцовский), доктор, окончил медицинское отделение Императорского Московского университета, коллежский асессор. В семье было пятеро детей: Софья, Наталья, Александра, Владимир, Евгения.
- Отец — Владимир (14 января 1855, Мальцовский завод Меленковский уезд — 18 сентября 1915, Муром), статский советник, выпускник математического факультета МГУ, директор Муромского и Алексеевского реального училищ[3].